# Măcin
Măcin – miasto w Rumunii, w okręgu Tulcza, na granicy z Okręgiem Brăila. Liczy 12 tys. mieszkańców (2006).